# Rhododendron spadiceum
Rhododendron spadiceum är en ljungväxtart som beskrevs av Pui Cheung Tam. Rhododendron spadiceum ingår i släktet rododendron, och familjen ljungväxter. Inga underarter finns listade i Catalogue of Life.